# Verbascum akdarense
Verbascum akdarense är en flenörtsväxtart som först beskrevs av Svante Samuel Murbeck, och fick sitt nu gällande namn av Hub.-mor.. Verbascum akdarense ingår i släktet kungsljus, och familjen flenörtsväxter. Inga underarter finns listade i Catalogue of Life.